# Des Königs Münster

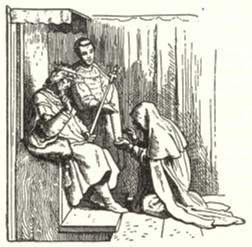
Holzschnitt, Ludwig Richter

Des Königs Münster ist ein Märchen. Es steht in Ludwig Bechsteins Deutsches Märchenbuch an Stelle 44 (1845 Nr. 54) und stammt aus August Heinrich Hoffmann von Fallerslebens Zeitschrift Altdeutsche Blätter, 1840.

## Inhalt
Ein König baut Gott ein Münster von seinem Geld, kein anderer darf beitragen. In Gold auf Marmor steht er als alleiniger Erbauer. Doch über Nacht ist es der Name einer armen Frau. Zweimal lässt er es ändern, dann erkennt er Gottes Wille und ruft sie her. Zitternd bekennt sie, wie sie trotz Hunger für einen Heller Heu für die Ochsen streute, die die Steine zogen. Der König sieht Gottes Urteil und seine eigene Eitelkeit.

## Herkunft
Bechstein verweist auf Altdeutsche Blätter, wo Fallersleben den gereimten Predigttext einer Handschrift aus Melk aus dem 14. Jahrhundert als Ein Maere in Prosa veröffentlichte. Vorbild ist offenbar Mk 12,41 , wie auch in Bechsteins Die vier klugen Gesellen. Thematisch ähnlich ist bei Bechstein Der König im Bade.